# Castellania di Rivernaro

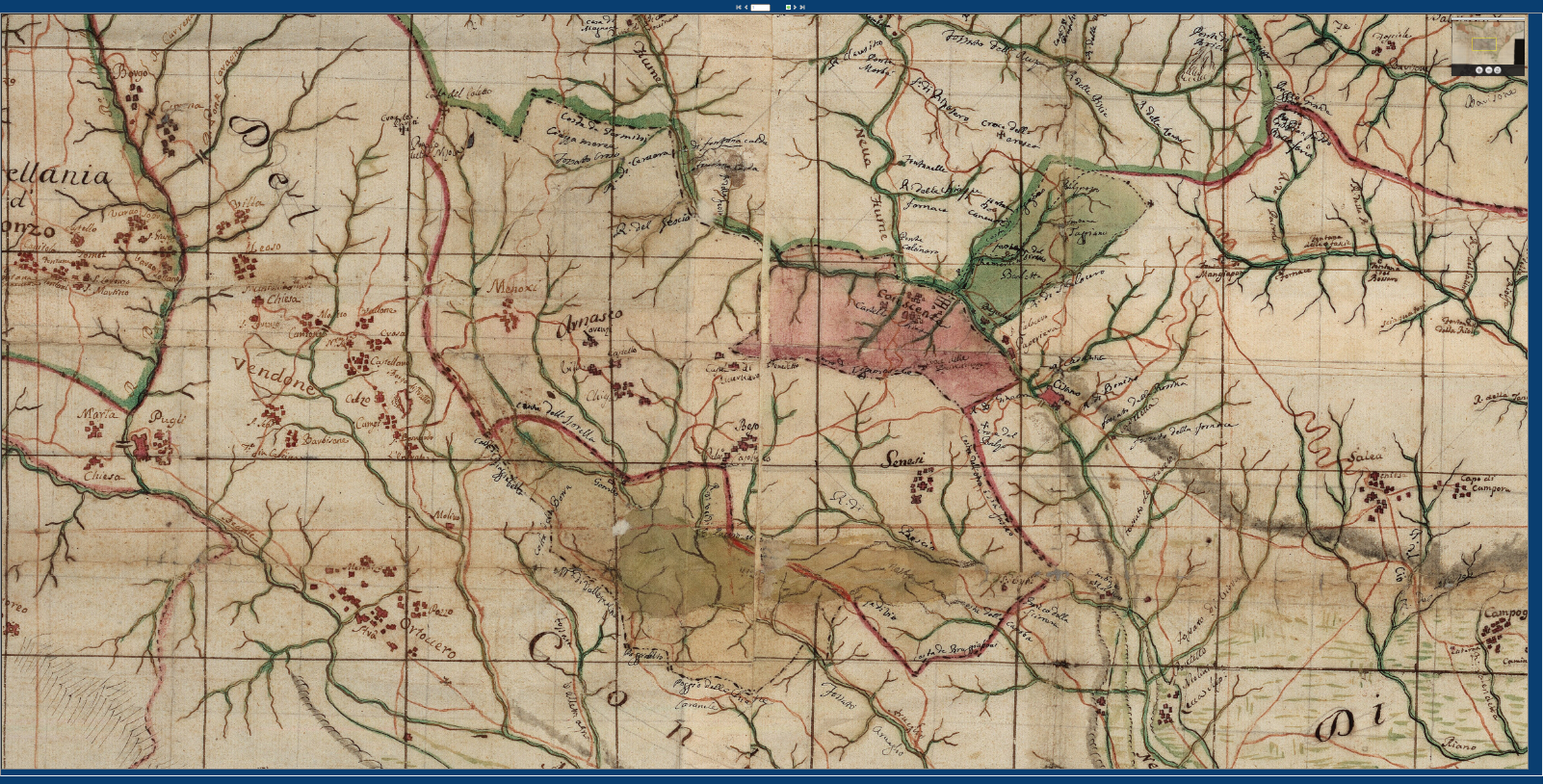
Territorio della Castellania di Rivernaro intorno all'anno 1750

La Castellania di Rivernaro  (detta anche Castellania di Arnasco, Cenesi e Rivernaro) è una castellania originatasi nel XIII secolo nell'entroterra di Albenga, sul territorio dell'attuale comune di Arnasco e della frazione Cenesi del comune di Cisano sul Neva. La terra apparteneva ai Marchesi di Clavesana che la infeudarono alla famiglia Cazulini di Albenga il 17 marzo 1236, configurando così una castellania in subvassallaggio.

## Storia

### Origini
La più antica citazione della castellania di cui siamo in possesso risale al 18 marzo 1202, data in cui fu stipulata una convenzione tra il comune di Genova e i rappresentanti di diverse comunità dell'area ingauna occidentale (che comprende le valli dell'Arroscia, di Andora, di Oneglia, di Pietralata, di Rezzo e di Nasino) costituitesi in iura o associazione giurata, nella quale tra i vari castra è menzionato anche quello rivernatis, che prende il suo nome dalla Rocca Liverna su cui sorgeva.
In questo documento il Comune di Genova garantisce alle comunità della iura pace e sostegno politico, diplomatico e anche militare nei confronti dei nemici comuni. Grazie a questo e ad un altro documento risalente al 1199, un atto stipulato a Portomaurizio in cui vengono menzionati gli abitanti di Arnastrum, scopriamo che la Castellania di Rivernaro era una realtà esistente, organizzata e riconosciuta già alla fine del XII secolo, è inoltre possibile ipotizzare che i territori della castellania fossero organizzati attorno al castrum Rivernate addirittura intorno all'anno Mille, quando la regione faceva ancora parte della Marca Arduinica, istituita da Berengario II re d'Italia.

### Il medioevo
Dopo la morte dell’ultima rappresentante dei Marchesi Arduinici, la contessa Adelaide di Susa (1091), la Castellania passò sotto il controllo del Marchese Bonifacio del Vasto, di stirpe aleramica, e quindi dei suoi discendenti, che divennero Marchesi di Clavesana e poi Marchesi di Albenga. Nel corso dei secoli XII e XIII, durante le varie fasi delle lotte in corso fra i Clavesana e il nuovo e l'emergente Comune “libero” di Albenga, la Castellania subì alcuni ridimensionamenti che ne dimezzarono il territorio.
Nel 1236, i Clavesana esautorarono i precedenti signori del luogo (i Rubaldini) e subinfeudarono la Castellania di Rivernaro al nobile albenganese Aicardo Cazulini e ai suoi discendenti, che la controlleranno per buona parte del Medioevo e dell’età moderna. Fino alla Rivoluzione Francese la Castellania di Rivernaro ha avuto così una storia simile a quella di numerosi altri feudi minori soggetti all’autorità del Sacro Romano Impero, attraverso l’intermediazione dei Marchesati in mano a grandi famiglie di vassalli imperiali (Arduinici, Del Vasto, Ceva, Clavesana, Saluzzo, Del Carretto).

### L'età moderna
Nel 1537 la Castellania contava circa 88 “fuochi” o famiglie, corrispondenti a circa 400 abitanti. Nel corso del Cinquecento, i Cazulini, a seguito dell’inagibilità dei vecchi castelli di Rivernaro e di Castiglione, diedero inizio alla costruzione del Castello di Bezzo, che appare come una grande villa in stile vagamente rinascimentale.

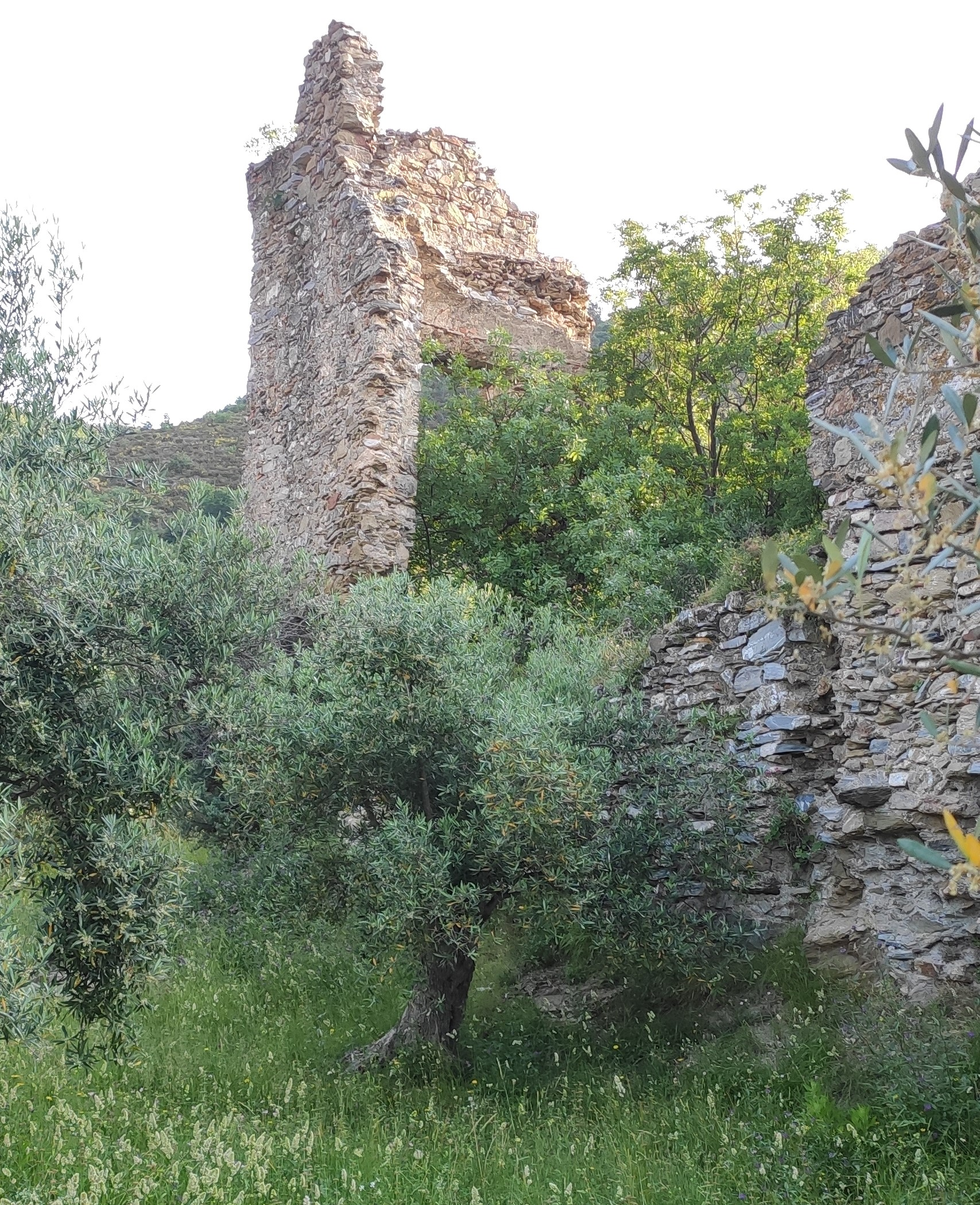
Ruderi del Castello dei Del Carretto ad Arnasco risalente al secolo XIII

Nella prima metà del Seicento, i Cazulini e la popolazione della Castellania ricostruirono la medievale chiesa di S. Maria Assunta, nello stesso sito della precedente, ma sotto forme barocche. Più o meno nello stesso periodo, cominciarono a originarsi acute tensioni tra i Cazulini e i Marchesi Del Carretto di Balestrino, loro superiori feudali, oltre che all’interno della famiglia stessa, per questioni ereditarie. Si ebbe così una lunga e dispendiosa lite tra le due parti che durò circa 200 anni e che finì per portare alla rovina economica dei Cazulini e alla loro perdita del feudo. Alla fine della Guerra di Successione Polacca (1733-1738), il Trattato di Vienna sancì il passaggio della Castellania di Rivernaro dall’alta sovranità imperiale alla sovranità del Re di Sardegna, Carlo Emanuele III di Savoia, anche se essa rimase sempre affidata in media giurisdizione ai Del Carretto di Balestrino.

### Napoleone e la fine dell'ancien régime
Dopo il 1794, anno dell’occupazione da parte dell’Armata rivoluzionaria francese, che pose fine all’ordinamento di stampo Ancien Régime presente nele luogo, il territorio della Castellania fu sottoposto per 3 anni all’autorità dei commissari rivoluzionari inviati da Parigi (tra cui anche il celebre giacobino Filippo Buonarroti, di origini italiane), in qualità di territorio nemico, in quanto appartenente ai Savoia, nemici della Francia Rivoluzionaria.
Dal 1797 al 1805, il territorio dell’ex-Castellania entrò a far parte della neonata Repubblica Ligure di stampo democratico, come Comune di Arnasco e Cenesi, inquadrato nella Giurisdizione del Centa, avente come capoluogo Albenga. Nel 1805 la Repubblica Ligure venne soppressa e il suo territorio, in cui era compreso il Comune di Arnasco e Cenesi, divenne parte integrante del Primo Impero Francese (1805-1814), nell’ambito del Circondario di Porto Maurizio, avente come capoluogo Savona. All’epoca il comune corrispondente all'ex-castellania contava circa 830 abitanti.

### La fine dell'unità territoriale della Castellania
Dopo la caduta di Napoleone, le potenze europee vincitrici riunite nel Congresso di Vienna, il 12 Novembre 1814, stabilirono di non ripristinare nessuna forma di indipendenza per la Liguria, che, accusata di neutralità e di aver appoggiato la Francia rivoluzionaria, venne annessa ai territori dei Savoia e, dal 7 Gennaio 1815, venne affidata al conte Thaon de Revel, plenipotenziario del Re di Sardegna Vittorio Emanuele I. Subito dopo l'annessione al Regno di Sardegna, vi fu la separazione consensuale dei comuni di Arnasco e di Cenesi, che determinò la fine dell'unità territoriale della Castellania di Arnasco, Cenesi e Rivernaro.